# 한국계 미국인 목록
아래는 저명한 한국계 미국인 목록이다.

## 예술
- 안필립
- 프랭크 조
- 데이비드 최 (화가)
- 정두리
- 피터 정
- CYJO
- 황정목
- 재 리
- 짐 리
- 백남준
- 그레그 박
- 피터 손

## 비즈니스
- 장도원
- 김용 (1959년)
- 문국진
- 핑크베리
- 유일한
- 유기돈

## 조리
- 데이비드 장
- 주디 주

## 엔터테인먼트
- 티파니 영
- 제시카 (가수)
- 니콜 (1991년)
- 써니 (1989년)
- 브라이언 티
- 제나 우슈코비츠
- 수잰 황
- 케빈 (1991년)
- 한예슬
- 스티븐 연
- 에런 유
- 자니 윤
- 칼 윤
- 릭 윤
- 김경태, PD
- 안필립
- 에일리
- 프레드 아미슨
- 니콜 빌더백
- 문 블러드굿
- 조니 용 보시
- 차학경
- 아든 조
- 존 조
- 마거릿 조
- 스미스 조
- 케네스 최
- 저스틴 전
- 제이미 정
- 제시 (가수)
- 조 한
- 마키플라이어
- 한희준
- 다니엘 헤니
- 조슈아
- 샤넬 이만
- 켄 정
- 카드 (음악 그룹)
- 조셉 칸
- 성 강
- 팀 강
- 대니얼 대 김
- 랜들 덕 김
- 애프터스쿨
- 스테파니 (대한민국의 가수)
- 김윤진
- 에스더 쿠
- 율 권
- 데니스 로턴
- 앤디 (가수)
- 보비 리
- C. S. 리
- 이기홍 (1986년)
- 제임스 기선 리
- 이지아
- 저스틴 리 (배우)
- 메건 리 (가수)
- 퍼트리샤 자 리
- 이승희 (1970년)
- 윌 윤 리
- 낸시 (가수)
- 마이크 모
- 에릭 남
- 레오나르도 남
- 리키 김
- 데니스 오
- 데니스 오
- 오순택
- 헤티엔 박
- 박재범
- 존 박
- 박준형 (가수)
- 린다 박
- 랜들 박
- 수주 (모델)
- 순이 프레빈
- 린지 프라이스
- 프니엘
- 손자 손
- 스테판 손
- 미케일라 디츠

## 언론
- 주주 장

## 법, 정부, 정치인
- 강영우
- 고홍주
- 루시 고
- 존 유
- 성 김
- 강석희 (정치인)
- 앤디 김 (정치인)
- 김창준 (1939년)
- 영 김
- 신호범
- 미셸 스틸
- 데이브 민
- 마릴린 스트릭랜드

## 문학
- 강용흘
- 김은국 (소설가)
- 메리 백 리
- 린다 수 박

## 종교
- 김은일 - Joel Kim, 캘리포니아 웨스트민스터신학교 학장
- Julius Kim - The Gospel Coalition 대표
- Walter Kim - National Association of Evangelicals 대표
- Michael Oh - Lausanne Movement 국제사무총장
- 이광진 - James A. Lee, Southern Reformed College and Seminary 총장
- Eugene Cho - Bread for the World 대표

## 군사
- 댄 최
- 안수산
- 피터 M. 리

## 음악
- 티파니 영
- 안 트리오
- 프리실라 안
- 에일리
- 에이머리
- 뉴이스트
- 장영주
- 아든 조
- 데이비드 최 (음악가)
- 덤파운데드
- 디아 프램프턴
- 메그 & 디아
- 조 한
- 홍혜경
- 사무엘 (가수)
- 태빈
- 브라이언 (가수)
- 제시카 (가수)
- 크리스탈 (가수)
- 니콜 (1991년)
- 크리스털 케이
- 일라이 (가수)
- 김조한
- 이진주 (음악가)
- 에릭 (가수)
- 존 명
- 에릭 남
- 캐런 오
- 유진 박
- 박재범
- 박준형 (가수)
- 박정현
- 테디 (음악가)
- 손호영
- 윤미래
- 타이거 JK
- 팀 (가수)
- 유승준

## 과학, 기술, 교육
- 백태웅
- 빅터 차
- 제프 한
- 한무영
- 데니스 홍
- 강성모 (공학자)
- 김재권 (철학자)
- 김종훈 (과학자)
- 김용 (1959년)
- 피터 김
- 하워드 고
- 이휘소
- 이창래
- 마크 폴란스키
- 미셸 리
- 서남표
- 우정은
- 조니 킴

## 스포츠
- 롭 레프스나이더
- 다윈 바니
- 사이먼 조
- 행크 콩거
- 토비 도슨
- 빌 데몽
- 제이크 더닝
- 벤 헨더슨
- 앤서니 김
- 클로이 김
- 크리스티나 김
- 케빈 킴 (1978년)
- 자넷 리
- 새미 리 (다이빙 선수)
- 문태종
- 나오미 나리 남
- 짐 팩
- 안젤라 박
- 리처드 박
- BJ 펜
- 이선경 (1967년)
- 하인스 워드
- 미셸 위
- 카메론 린
- 제이드 (프로레슬러)
- 지미 왕 양

## 기타
- 서재필: 미국 시민이 된 최초의 한국인
- 송오균: 한국의 독립 활동가
- 송이균: 한국의 독립 활동가